# 詩篇交響曲
「詩篇交響曲」（しへんこうきょうきょく、仏題：Symphonie de Psaumes、英題：Symphony of Psalms）は、イーゴリ・ストラヴィンスキーが1930年に作曲した合唱つきの交響曲である。歌詞はラテン語の詩篇によっている。彼の作風が新古典主義に傾倒していた頃の作品である。
セルゲイ・クーセヴィツキーの委嘱により、ボストン交響楽団の設立50周年を記念して作曲された。しかし世界初演は1930年12月13日にブリュッセルにおいて、エルネスト・アンセルメ指揮のブリュッセル・フィルハーモニック協会（Société Philharmonique de Bruxelles）によって行われた。直後の12月19日にクーゼヴィツキーとボストン交響楽団がアメリカ初演を行っている。
この作品のスタイルは、きわめて新古典主義的で、かつ宗教的である。この作品における「交響曲」という語は、古典派の意味でいう「交響曲」ではなく、より"Symphony"の語源の意味に近い「アンサンブル」という意味で解釈する方が近い。ストラヴィンスキーは、「これは、詩篇の歌唱を組み込んだ交響曲ではない。反対に、私が交響化（symphonize）した詩篇の歌唱なのだ」と語っている。

## 曲の構成
演奏時間は約21分。各楽章の題名は初演のプログラムに記されていたもので、スコアの各楽章冒頭にはテンポ指示だけが書かれている。
第1楽章 Prelude: Exaudi orationem meam, Domine
四分音符＝92。歌詞は詩篇38番（39番）から。第2楽章への前奏曲の役割を持つ。全体をオスティナートが支配し、ホ短調の三和音によって区切りがつけられる。
第2楽章 Double Fugue: Expectans expectavi, Dominum
八分音符＝60。歌詞は詩篇39番（40番）から。管弦楽と合唱による二重フーガ。終盤の"Et immisit in os meum canticum novum"からは合唱がホモフォニックに変わり、クライマックスを形作る。
第3楽章 Allegro symphonique: Alleluia. Laudate Dominum
二分音符＝48 - 二分音符＝80。歌詞は詩篇150番から。ゆったりした両端部分とテンポを上げる中央の部分からなり、複調的な管弦楽の間奏をもつ。声楽のパートでは広範にカデンツが扱われる。

## 編成
- 管弦楽：極めて大きいがクラリネット群、ヴァイオリン群、ヴィオラ群を欠く。
  - 木管楽器―フルート 5（ピッコロ 1持ち替え）、オーボエ 4、コーラングレ 1、ファゴット 3、コントラファゴット 1
  - 金管楽器―ホルン 4、トランペット 5（ピッコロトランペット 1、C管 4）、トロンボーン 3、チューバ 1
  - 弦楽器―チェロ、コントラバス
  - その他―ティンパニ、バスドラム、ハープ、ピアノ 2
- 合唱
  - 児童合唱（または女声合唱のソプラノとアルト）
  - テノール
  - バス

## 歌詞
ラテン語訳聖書（ウルガタ）からの原詩と、口語訳聖書による日本語訳を示す。詩篇の番号付けに関しては、聖書の訳によって違いが生じる。また文語訳はそれぞれ、詩篇 39:12-13、詩篇 40:1-3、詩篇 150:1-6。
第1楽章
Exaudi orationem meam, Domine, et deprecationem meam;

auribus percipe lacrimas meas. ne sileas.

Quoniam advena ego sum apud te,

et peregrinus sicut omnes patres mei.

Remitte mihi, ut refrigerer

priusquam abeam et amplius non ero.

Psalmi 38, 13.14

主よ、わたしの祈を聞き、わたしの叫びに耳を傾け、

わたしの涙を見て、もださないでください。

わたしはあなたに身を寄せる旅びと、

わがすべての先祖たちのように寄留者です。

わたしが去って、うせない前に、

み顔をそむけて、わたしを喜ばせてください。

詩篇 39:12-13
第2楽章
Expectans expectavi Dominum, et intendit mihi.

Et exaudivit preces meas; et eduxit me de lacu miseriae, et de luto fæcis.

Et statuit super petram pedes meos: et direxit gressus meos.

Et immisit in os meum canticum novum, carmen Deo nostro.

Videbunt multi, videbunt et timebunt: et sperabunt in Domino.

Psalmi 39, 2-4
わたしは耐え忍んで主を待ち望んだ。主は耳を傾けて、

わたしの叫びを聞かれた。主はわたしを滅びの穴から、泥の沼から引きあげて、

わたしの足を岩の上におき、わたしの歩みをたしかにされた。

主は新しい歌をわたしの口に授け、われらの神にささげるさんびの歌をわたしの口に授けられた。

多くの人はこれを見て恐れ、かつ主に信頼するであろう。

詩篇 40:1-3
第3楽章
Alleluia. Laudate Dominum in sanctis Ejus. 

Laudate Eum in firmamento virtutis Ejus.

Laudate Eum in virtutibus Ejus. 

Laudate Eum secundum multitudinem magnitudinis Ejus.

Laudate Eum in sono tubae,

[ Laudate Eum in psalterio et cithara. ]

Laudate Eum in timpano et choro,

Laudate Eum in cordis et organo.

Laudate Eum in cymbalis benesonantibus, 

Laudate Eum in cymbalis jubilationibus.

Omnis spiritus laudet Dominum. Alleluia. 

Psalmi 150, 1-6
主をほめたたえよ。その聖所で神をほめたたえよ。

その力のあらわれる大空で主をほめたたえよ。

その大能のはたらきのゆえに主をほめたたえよ。

そのすぐれて大いなることのゆえに主をほめたたえよ。

ラッパの声をもって主をほめたたえよ。

（立琴と琴とをもって主をほめたたえよ。）

鼓と踊りとをもって主をほめたたえよ。

緒琴と笛とをもって主をほめたたえよ。

音の高いシンバルをもって主をほめたたえよ。

鳴りひびくシンバルをもって主をほめたたえよ。

息のあるすべてのものに主をほめたたえさせよ。主をほめたたえよ。

詩篇 150:1-6